# Dominikanski samostan i crkva sv. Marije Milosne u Bolu
Dominikanski samostan i crkva sv. Marije Milosne u mjestu Bolu.

## Opis dobra
Crkva sv. Marije Milosne s dominikanskim samostanom utemeljena je na poluotoku Glavici polovicom 15. st. na mjestu kasnoantičkog kaštela i zgrade hvarske biskupije. Dvobrodna crkva obnovljena je koncem 16. st. sa zvonikom kojeg je gradio Tripun Bokanić. S južne strane prema prostranom vrtu dvokatna je zgrada Samostana i unutrašnje dvorište s trijemom na jednom krilu.

## Zaštita
Pod oznakom Z-4774 zavedeni su kao nepokretno kulturno dobro - pojedinačno, pravna statusa zaštićena kulturnog dobra, klasificirano kao "sakralne građevine".